# Túc Thân vương

Hào Cách - thủy tổ của Túc vương phủ

Hòa Thạc Túc Thân vương (chữ Hán: 和碩肅親王; tiếng Mãn: ᡥᠣᡧᠣᡳ
 ᡶᠠᡶᡠᠩᡤᠠ
 ᠴᡳᠨ ᠸᠠᠩ, Möllendorff: Hoxoi fafungga qin wang, Abkai: Hošoi fafungga cin wang) là tước vị Thân vương thế tập truyền đời của nhà Thanh trong lịch sử Trung Quốc. Do được ban ân con cháu tập tước không bị giáng vị, Túc Thân vương trở thành một trong Thiết mạo tử vương.

## Khái quát
Thủy tổ của Túc vương phủ là Túc Vũ Thân vương Hào Cách - Hoàng trưởng tử của Thanh Thái Tông Hoàng Thái Cực. Hào Cách từ nhỏ sống trên sa trường, cũng như các vị Hoàng thúc khác như Đại Thiện, Đa Nhĩ Cổn, Đa Đạc, vì lập được công lao khai phá giang sơn Đại Thanh nên được phong tước.
Ban đầu Hào Cách được phong làm Bối lặc (貝勒), sang thời Sùng Đức thì được ban tước Túc Thân vương (肃亲王), chưởng quản Hộ bộ. Đến thời Thuận Trị, ông cùng Đa Nhĩ Cổn bất hòa, nên cả hai đều bị đoạt tước. Sau tuy được khôi phục, nhưng ông lại bị Đa Nhĩ Cổn hãm hại, bị giam cầm trong ngục cho đến chết. Khi Thuận Trị tự mình chấp chính, ông mới được giải tội, phục vị Túc Thân vương. Đến năm Càn Long thứ 43 (1778), xứng được hưởng Thái Miếu.
Túc vương phủ tổng cộng truyền được 10 đời, trong đó vị thứ hai là Phú Thụ khi tập tước được Thuận Trị Đế sửa lại phong hào thành "Hiển" (显), nên được gọi là Hiển Thân vương (显親王). Đến vị thứ năm là Uẩn Trứ tập tước, Càn Long Đế niệm tình Hào Cách khi sinh thời có công khai quốc, ra chỉ phục sửa hào vị Túc Thân vương (肅親王), từ đó về sau không thay đổi. Túc vương phủ ngoại trừ thủy tổ Hào Cách có nhiều chông gai, bị tội đoạt tước thì tất cả các đời còn lại đều không bị hạch tội mà yên ổn nắm giữ tước vị, là một trong số ít các Vương phủ chưa từng có vị nào bị đoạt tước.

### Ý nghĩa phong hiệu
Phong hiệu ["Túc"] của Hào Cách, Mãn văn là 「fafungga」, ý là "Nghiêm khắc", "Nghiêm túc". Về sau, đổi thành phong hiệu ["Hiển"] Mãn văn là 「iletu」, ý là "Hiển hách".
Con trai thứ năm của Hào Cách là Mãnh Nga (猛峩) được phong làm Ôn Quận vương (溫郡王), trở thành một Biệt tông của Túc vương phủ. Mà phong hiệu ["Ôn"] Mãn văn là 「nemgiyen」, ý là "Ôn hòa".

### Chi hệ
Hào Cách có tất cả 7 con trai, trong đó chỉ có con trai thứ tư Phú Thụ là đích xuất vì vậy được kế thừa Đại tông. Con trai thứ năm Mãnh Nga do Trắc Phúc tấn sinh ra, được phong làm Ôn Quận vương (溫郡王), trở thành Biệt tông của Túc vương phủ, tuy nhiên về sau bị cách tước, dẫn đến việc mất đi địa vị Biệt tông, không chỉ hậu duệ biến thành Nhàn tản, mà một bộ phận còn mất đi tư cách "Hoàng đái tử" biến thành "Hồng đái tử". Còn lại 5 người con khác:
- Con trai trưởng Tề Chính Ngạch do thiếp thất sinh ra, hơn nữa còn bị xử tử vào năm Khang Hi thứ 16 (1677), một chi này vô tự bị cắt đứt.
- Con trai thứ hai Cố Thái do Thứ Phúc tấn sinh ra, ban đầu được phong làm Phụ quốc Tướng quân nhưng về sau bị cách thối, hậu duệ đều trở thành Nhàn tản.
- Con trai thứ ba Ác Hách Nạp do Thứ Phúc tấn sinh ra, được phong làm Phụ quốc Tướng quân, hậu duệ được thừa tập chức thế quản Tá lĩnh của Tương Bạch kỳ. Hình thành một nhánh Tiểu tông là "Thế quản Tá lĩnh gia"
- Con trai thứ sáu Tinh Bảo do Thứ Phúc tấn sinh ra, ban đầu được phong làm Phụ quốc Tướng quân nhưng về sau bị cách thối, hậu duệ đều trở thành Nhàn tản.
- Con trai thứ bảy Thư Thư do thiếp thất sinh ra, bản thân và hậu duệ đều là Nhàn tản.

### Địa vị
Túc Thân vương là Vương tước được phong nhờ quân công thời Thanh sơ, hơn nữa lại là một trong 8 Kỳ chủ vào thời kỳ sau này, có được một lượng "thuộc nhân" khổng lồ. Thế nhưng thủy tổ của Túc vương phủ là Hào Cách lại liên tục thăng thăng hàng hàng, về sau còn bị Đa Nhĩ Cổn mưu hại, khiến cho Kỳ phân sở hữu tương đối rời rạc. Điều này cũng trực tiếp dẫn đến việc khi Khang Hi phân phong cho các Hoàng tử, thường xuyên nhắm vào Tương Bạch kỳ của Túc vương phủ.
Một phương diện khác, Túc vương phủ là "Chi trưởng" trong các chi hệ Tông thất hậu duệ của Thái Tông Hoàng Thái Cực, do thói quen coi trọng chi trưởng từ trước vậy nên trong thứ tự tông pháp đời sau cũng rất coi trọng, thường đặt Túc vương phủ ngay sau "Chi trưởng" của Thái Tổ là Lễ Thân vương. Hơn nữa, bởi vì đa số tông chi hậu duệ của Thái Tông vì xuất thân không cao mà phong tước rất thấp, cũng khiến cho địa vị Túc vương phủ trong các hệ Thái Tông hết sức đặc thù.

### Kỳ tịch
Túc vương phủ nhập kỳ sớm nhất là vào cuối những năm Thiên Mệnh, Hào Cách được phong nhập Tương Bạch kỳ, chính thức bắt đầu nắm giữ Kỳ phân. Sau khi Hoàng Thái Cực lên ngôi đã cho hoán đổi hai Hoàng kỳ và hai Bạch kỳ, Hào Cách chuyển sang nắm giữ Tương Hoàng kỳ. Năm 1635, sau khi Hoàng Thái Cực lấy lại Chính Lam kỳ từ Mãng Cổ Nhĩ Thái đã đem Chính Lam kỳ và hai Hoàng kỳ trộn lẫn với nhau rồi phân chia một lần nữa, Hào Cách chuyển sang nắm giữ Chính Lam kỳ, thẳng đến khi bị Đa Nhĩ Cổn hãm hại mà chết, Kỳ phân Chính Lam kỳ bị Đa Nhĩ Cổn đoạt đi. Sau khi Đa Nhĩ Cổn qua đời, Thuận Trị Đế đem Tương Bạch kỳ trả lại cho Túc vương phủ. Từ đó, Túc vương phủ luôn nằm trong Tương Bạch kỳ.
Nói cụ thể, Túc vương phủ chiếm hai tộc trong Tương Bạch kỳ là đệ nhất tộc và đệ tam tộc, trong đó Đại tông thuộc đệ tam tộc, Tiểu tông đều thuộc đệ nhất tộc. Ngoài ra chi của Ác Hách Nạp còn sở hữu một Thế quản Tá lĩnh của Tương Bạch kỳ, tức Mãn Châu Tương Bạch kỳ đệ tam Tham lĩnh đệ nhất Tá lĩnh, hình thành nên Tiểu tông "Thế quản Tá lĩnh gia".

### Danh sĩ

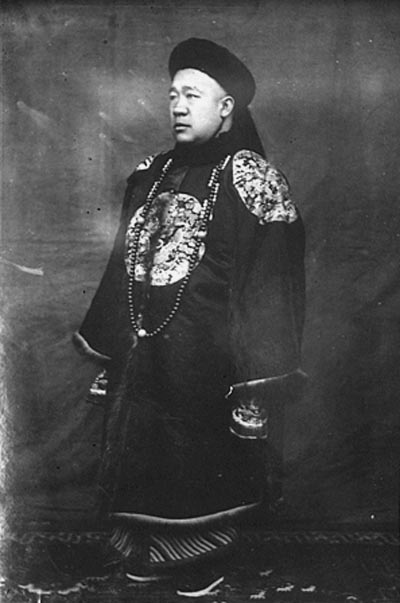
Túc Trung Thân vương Thiện Kỳ

Trong hậu duệ Túc vương phủ, tương đối nổi danh có thể kể đến ông cháu Kính Trưng (敬徵 hoặc Kính Chinh - 敬征), Mạt đại Đại tông Túc Trung Thân vương Thiện Kỳ và Bảo Thục Phường Quận chúa.
Kinh Trưng là con trai thứ tư của Túc Cung Thân vương Vĩnh Tích, nhờ Khảo phong mà được phong Bất nhập bát phân Phụ quốc công, nhập sĩ với tư cách Thị vệ. Trong những năm Đạo Quang, từng nhậm Công bộ Thị lang, Nội vụ phủ Đại thần, Binh bộ Thượng thư. Về sau làm đến chức Đô thống, Hiệp bạn Đại học sĩ, sau khi qua đời được truy thụy "Văn Khác", là một đại danh thần thời bấy giờ. Con trai của ông là Hằng Ân (恒恩), xuất thân từ Cử nhân, nổi danh với tài văn học, làm quan đến Tả phó Đô ngự sử. Con trai của Hằng Ân là Thịnh Dục (盛昱), tự Bá Hi (伯羲), là Tiến sĩ năm Quang Tự thứ 3 (1877), nổi tiếng một đời thanh lưu, có nhiều bộ sưu tầm học thuật được biết đến rộng rãi như "Bát kỳ Văn kinh" hay "Tuyết kịch tầm bi lục".
Túc Trung Thân vương Thiện Kỳ, tự Ngải đường (艾堂), hiệu Ngẫu Toại Đình chủ (偶遂亭主), từng đảm nhậm Bộ quân Thống lĩnh, Sùng Văn môn Đốc giam, Thượng thư Dân Chính bộ. Ông là một người đảm nhiệm Nội chính công tích lỗi lạc, có sức ảnh hưởng tương đối lớn trong các phương diện tổng điều tra nhân khẩu, chế độ Cảnh sát, quyền lợi của phụ nữ, được nhận xét là Tài sĩ hiếm có trong số Tông thất thời Thanh mạt. Quan điểm chính trị của ông luôn duy trì Lập hiến, phản đối thoái vị. Sau khi Hoàng đế nhà Thanh thoái vị, ông tích cực liên hệ phía Nhật Bản để khôi phục ngai vàng, hưng khởi hai lần vận động Mãn Mông độc lập. Bỏ qua chính trị, Túc Trung Thân vương là một người cực kì yêu thích hí khúc, trong phủ có nơi để luyện tập biểu diễn, lại có sân khấu, có gánh hát của riêng mình. Không những vậy, ông còn mến chuộng thư họa, thường giao thiệp với giới họa sĩ như Ngô Xương Thạc (吴昌硕), Trần Bán Đình (陈半丁). Ngoài ra ông còn yêu thích đánh cờ vây, còn từng đấu với Cờ thánh của Nhật Bản.
Bảo Thục Phường Quận chúa (葆淑坊郡主) là con gái thứ ba của Túc Lương Thân vương Long Cần, chị gái của Túc Trung Thân vương Thiện Kỳ, vì gả cho Bảo Thành (葆诚) mà xưng hiệu Bảo Thục Phường, thường xưng "Tam Cách cách", là người tiên phong trong việc ủng hộ phụ nữ bình quyền thời Vãn Thanh. Năm 1905, bà nhậm vị trí Chủ bút danh dự của "Bắc Kinh nữ báo", khởi xướng đề cao địa vị phụ nữ, tuyên truyền quyền lợi phụ nữ. Cùng năm, bà trở thành người giảng dạy ở trường Thục phạm Nữ học, đích thân lên lớp giảng dạy. Về sau bà cảm thấy số lượng Nữ học vẫn còn ít, liền tự mở Thục Thận nữ học đường ở nhà mình, đích thân đứng lớp. Ngoài ra, bà còn dùng thân phận Quận chúa của nhà Thanh, công khai diễn thuyết ở nhiều nơi, tuyên truyền nữ học, đồng thời dấn thân vào sự nghiệp phúc lợi, quyên tiền cho nạn dân.

### Khoa cử
Túc vương phủ có tất cả 7 Cử nhân, 4 Tiến sĩ và 1 Tiến sĩ Phiên dịch.
| Chi hệ   | Hậu duệ                                                             | Tên              | Tự bối | Học vị             | Khoa thi  | Khoa thi | Làm quan đến                             |
| Chi hệ   | Hậu duệ                                                             | Tên              | Tự bối | Học vị             | Triều     | Năm      | Làm quan đến                             |
| -------- | ------------------------------------------------------------------- | ---------------- | ------ | ------------------ | --------- | -------- | ---------------------------------------- |
| Phú Thụ  | Huyền tôn của Già Lan Bảo (伽兰保) - con trai thứ 6 của Phú Thụ     | Thiện Đảo (善焘) | Dịch   | Văn Tiến sĩ        | Đạo Quang | 1832     | Thịnh Kinh Công bộ Thị lang Phó Đô thống |
| Phú Thụ  | Cháu nội của Vĩnh Tuấn (永俊) - con trai thứ 2 của Thành Tín (成信) | Tồn Hoa (存华)   | Dịch   | Phiên dịch Tiến sĩ | Gia Khánh | 1803     | Không xuất sĩ làm quan                   |
| Phú Thụ  | Cháu nội của Vĩnh Tuấn (永俊) - con trai thứ 2 của Thành Tín (成信) | Cửu Hoa (九华)   | Dịch   | Văn Cử nhân        | Gia Khánh | 1808     | Không xuất sĩ làm quan                   |
| Phú Thụ  | Cháu nội của Vĩnh Kiệt (永杰) - con trai thứ 3 của Thành Tín (成信) | Đạt Đức (达德)   | Dịch   | Văn Tiến sĩ        | Gia Khánh | 1811     | Lý sự quan                               |
| Phú Thụ  | Cháu nội của Vĩnh Kiệt (永杰) - con trai thứ 3 của Thành Tín (成信) | Ngạc Thái (鄂泰) | Dịch   | Văn Cử nhân        | Gia Khánh | 1800     | Bút thiếp thức                           |
| Phú Thụ  | Cháu nội của Vĩnh Hằng (永恒) - con trai thứ 4 của Thành Tín (成信) | Đức Hà (德遐)    | Dịch   | Văn Tiến sĩ        | Gia Khánh | 1805     | Chủ sự                                   |
| Phú Thụ  | Con thừa tự của Kính Trưng (敬徵) - con trai thứ tư của Vĩnh Tích   | Hằng Ân (恒恩)   | Dịch   | Văn Cử nhân        | Đạo Quang | 1843     | Tả phó Đô ngự sử                         |
| Phú Thụ  | Con trai Hằng Ân - cháu nội Vĩnh Tích                               | Thịnh Dục (盛昱) | Tái    | Văn Tiến sĩ        | Quang Tự  | 1877     | Quốc tử giám Tế tửu                      |
| Mãnh Nga |                                                                     | Đa Thái (多泰)   | Tái    | Văn Cử nhân        | Hàm Phong | 1855     | Viên ngoại lang                          |
| Mãnh Nga |                                                                     | Lâm Chú (霖澍)   | Tái    | Văn Cử nhân        | Đồng Trị  | 1873     | Không xuất sĩ làm quan                   |
| Mãnh Nga |                                                                     | Ân Phổ (恩普)    | Tái    | Văn Cử nhân        | Quang Tự  | 1875     | Bút thiếp thức                           |
| Mãnh Nga |                                                                     | Tung Hải (嵩海)  | Phổ    | Văn Cử nhân        | Quang Tự  | 1897     | Không xuất sĩ làm quan                   |

### Phủ đệ
Túc vương phủ có tổng cổng 4 tòa Phủ đệ, trong đó 1 tòa ở Thẩm Dương, 2 tòa ở Bắc Kinh và 1 tòa ở Lữ Thuận.
Túc vương phủ ở Thẩm Dương là phủ đệ của Túc Vũ Thân vương Hào Cách trước khi nhập quan, nằm ở phụ cận Cố cung Thẩm Dương hiện nay, ngày trước nằm trên cùng một đường thẳng song song với Đại Thanh môn và Tam quan miếu. Phủ này xoay mặt về hướng Nam, mỗi bên nam bắc có một viện tử hai sân. Bước qua cổng chính là 5 gian thiên điện ở mỗi hướng đông tây, đi qua hậu điện vào hậu viện, hai bên đông tây mỗi bên có 3 gian phối điện, phía bắc là hậu điện. Nay đã không còn.
Tòa Túc vương phủ đầu tiên ở Bắc Kinh nằm ở bờ phía đông của cầu Ngự Hà ở Đông Giao Dân Hạng (东交民巷), nơi thường được gọi là Đông Hà duyên. Phía tây là đường lớn, phía tây bắc là cầu Ngự Hà, phía bắc và phía đông là nhà dân, phía đông bắc là lễ đường, phía nam là Chiêm sự phủ. Phủ này cũng xoay mặt về hướng Nam, phân làm 3 phần kiến trung là Đông, Tây và trung tâm, trong đó phần phía Đông là kiến trúc chủ thể. Nơi này có 5 gian cổng chính, 5 gian chính điện, phối điện hai bên đông tây, 5 gian cổng giữa, 7 gian tẩm điện, 7 gian dãy nhà sau. Phía nam của phần trung tâm là nhà bếp, ở giữa là hí đài , phía bắc là hoa viên nhỏ. Toàn bộ phần phía Tây đều là Hoa viên. Năm Quang Tự thứ 26 (1900), tháng 6, Nghĩa Hòa đoàn tấn công Đông Giao Dân Hạng, phủ này trở thành nơi giao chiến giữa hai quân, trở thành một đống đổ nát. Năm Quang Tự thứ 27 (1901), cả vùng Đông Hòa Dân Hạng bị tính vào giới phận của Sứ quán, Túc vương phủ ở Đông Hà duyên trở thành Sứ quán Nhật Bản, binh doanh của Nhật Bản và Ý. Hiện nay là số 2 đường Chính Nghĩa.
Tòa Túc vương phủ thứ hai ở Bắc Kinh ngõ nhỏ Thuyền Bản phía bắc Tân Kiều, nguyên là trạch đệ của Đại học sĩ Bảo Hưng (宝兴), sau lại chuyển cho Vinh Lộc. Sau phong trào Nghĩa Hòa Đoàn, Vinh Lộc đem phủ này chuyển tặng cho Túc Trung Thân vương, trở thành tòa phủ đệ thứ hai của Túc vương phủ sau khi nhập quan. Phủ này cũng xoay mặt về hướng Nam, có hơn 200 gian phòng, măc dù bố cục không nhỏ nhưng lại không phải quy chế của Vương phủ. Đến năm 1947, phần lớn đều vị Túc vương phủ bán cho giáo đường Thiên Chúa của Pháp, trở thành Thần Học viện của Pháp. Năm 1949 bị sung công.
Tòa Túc vương phủ ở Lữ Thuận là nơi hậu duệ Túc vương phủ ở sau khi rời khỏi Bắc Kinh. Đây vốn là một biệt thự kiểu Nga do một thương nhân người Nga xây dựng vào năm 1900, sau lại trở thành sở hữu của người Nhật Bản. Sau khi Túc Trung Thân vương đến Lữ Thuận, người Nhật Bản kia đã tặng lại biệt thự này để làm Phủ đệ. Sau năm 1945, phủ này bị sử dụng làm văn phòng làm việc, phòng học trường tiểu học, bộ đội doanh phòng,... Kiến trúc đã bị tu sửa, diện mạo đã thay đổi. Năm 2003 nơi này được liệt vào đơn vị bảo hộ văn vật cấp Thành phố.

### Viên tẩm
Phần địa của Túc vương phủ ở Bắc Kinh, cơ bản mà nói thì có 7 nơi: Giá Tùng thôn bên ngoài Quảng Cừ môn (an táng Hào Cách, Phú Thụ, Diễn Hoàng và Thiện Kỳ); Lũng Giá trang ở Môn Đầu câu (an táng Đan Trăn); Thành Thọ tự ở Phong Đài (an táng Uẩn Trứ và Bái Sát Lễ); 18 Lý điếm (an táng Vĩnh Tích và Thành Tín), Đạo Khấu thôn (an táng Kính Mẫn), Vạn Tử doanh (an táng Hoa Phong) và Trần gia thôn (an táng Long Cần) ở Triều Dương. Hơn một nửa trong số đó đã bị san bằng, bảo tồn tương đối tốt là "Tân phần" của Hiển Cẩn Thân vương Diễn Hoàng ở Giá Tùng thôn, và "Túc vương phần" của Túc Thận Thân vương Kính Mẫn ở Đạo Khẩu thôn.

## Túc Thân vương
Thứ tự thừa kế Túc vương phủ. Số năm lần lượt là năm sinh, năm thừa tước, năm mất; in đậm là khoảng thời gian thụ tước:
1. Túc Vũ Thân vương Hào Cách (豪格)
1609 - 1636 - 1648
2. Hiển Ý Thân vương Phú Thụ (富绶)
1643 - 1651 - 1669
3. Hiển Mật Thân vương Đan Trăn (丹臻)
1665 - 1670 - 1702
4. Hiển Cẩn Thân vương Diễn Hoàng (衍潢)
1691 - 1702 - 1771
5. Túc Cần Thân vương Uẩn Trứ (蕴著)
1699 - 1771 - 1778
6. Túc Cung Thân vương Vĩnh Tích (永锡)
1753 - 1778 - 1821
7. Túc Thận Thân vương Kính Mẫn (敬敏)
1773 - 1821 - 1852
8. Túc Khác Thân vương Hoa Phong (华丰)
1804 - 1852 - 1869
9. Túc Lương Thân vương Long Cần (隆懃)
1840 - 1870 - 1898
10. Túc Trung Thân vương Thiện Kỳ (善耆)
1866 - 1898 - 1922
11. Túc Thân vương Hiến Chương (憲章)
1885 - 1922 - 1945 - 1947

| TT | Danh hiệu                                                | Tên                 | Năm sinh | Năm tập tước/ Truy phong | Năm mất | Ghi chú |
| -- | -------------------------------------------------------- | ------------------- | -------- | ------------------------ | ------- | --- |
| 1  | Túc Vũ Thân vương                                        | Hào Cách (豪格)     | 1609     | 1636                     | 1648    | Con trai trưởng của Thái Tông. Sơ phong Bối lặc. Năm 1632 thăng Hòa Thạc Bối lặc. Năm 1636 phong Hòa Thạc Túc Thân vương. Năm 1641 hàng làm Đa La Túc Quận vương. Năm 1642 phục phong Hòa Thạc Túc Thân vương. Năm 1644 cách tước, cùng năm phục phong. Năm 1648 bị cách tước, giam cầm đến chết. Năm 1650 truy phong làm Hòa Thạc Túc Vũ Thân vương. Năm 1778 được phối hưởng Thái miếu. |
| 2  | Hiển Ý Thân vương                                        | Phú Thụ (富绶)      | 1643     | 1651                     | 1669    | Con trai thứ tư của Hào Cách. Năm 1651 tập tước Túc Thân vương, cải hiệu sang "Hiển". |
| 3  | Hiển Mật Thân vương                                      | Đan Trăn (丹臻)     | 1665     | 1670                     | 1702    | Con trai thứ tư của Phú Thụ. Năm 1670 tập tước Hiển Thân vương. |
| 4  | Hiển Cẩn Thân vương                                      | Diễn Hoàng (衍潢)   | 1691     | 1702                     | 1771    | Con trai thứ sáu của Đan Trăn. Năm 1702 tập tước Hiển Thân vương. |
|    | Truy phong Hiển Thân vương Tam đẳng Phụ quốc Tướng quân  | Bái Sát Lễ (拜察礼) | 1667     | 1771                     | 1708    | Con trai thứ năm của Phú Thụ, em trai của Đan Trăn. Năm 1681 ân phong Tam đẳng Phụ quốc Tướng quân. Năm 1771 vì con trai được tập tước mà được truy phong Hiển Thân vương. |
| 5  | Túc Cần Thân vương                                       | Uẩn Trứ (蕴著)      | 1699     | 1771                     | 1778    | Con trai thứ ba của Bái Sát Lễ. Năm 1708 được hàng tập tước vị Phụ quốc Tướng quân của cha, được phong làm Tam đẳng Phụng quốc Tướng quân. Năm 1771 tập tước Hiển Thân vương. Năm 1778 phục hồi phong hiệu Túc Thân vương. |
|    | Truy phong Túc Thân vương Tam đẳng Phụng quốc Tướng quân | Thành Tín (成信)    | 1688     | 1778                     | 1758    | Con trai thứ hai của Đan Trăn, anh trai của Diễn Hoàng. Năm 1708 ân phong Tam đẳng Phụng quốc Tướng quân. Năm 1778 vì con trai được tập tước mà được truy phong Túc Thân vương. |
| 6  | Túc Cung Thân vương                                      | Vĩnh Tích (永锡)    | 1753     | 1778                     | 1821    | Con trai thứ năm của Thành Tín. Năm 1778 tập tước Túc Thân vương. |
| 7  | Túc Thận Thân vương                                      | Kính Mẫn (敬敏)     | 1773     | 1821                     | 1852    | Con trai trưởng của Vĩnh Tích. Năm 1795 nhờ Khảo phong được phong làm Bất nhập bát phân Phụ quốc công. Năm 1821 tập tước Túc Thân vương. |
| 8  | Túc Khác Thân vương                                      | Hoa Phong (华丰)    | 1804     | 1852                     | 1869    | Con trai thứ ba của Kính Mẫn. Năm 1824 nhờ Khảo phong được phong làm Nhị đẳng Trấn quốc Tướng quân. Năm 1829 tấn phong Bất nhập bát phân Phụ quốc công. Năm 1852 tập tước Túc Thân vương. |
| 9  | Túc Lương Thân vương                                     | Long Cần (隆懃)     | 1840     | 1870                     | 1898    | Con trai thứ ba của Hoa Phong. Năm 1862 nhờ Khảo phong được phong Nhị đẳng Trấn quốc Tướng quân. Năm 1870 tập tước Túc Thân vương. |
| 10 | Túc Trung Thân vương                                     | Thiện Kỳ (善耆)     | 1866     | 1898                     | 1922    | Con trai trưởng của Long Cần. Năm 1894 nhờ Khảo Phong được phong Nhị đẳng Trấn quốc Tướng quân. Năm 1898 tập tước Túc Thân vương. |
| 11 | Túc Thân vương                                           | Hiến Chương (憲章)  | 1885     | 1922                     | 1947    | Con trai trưởng của Thiện Kỳ. Năm 1906 nhờ Khảo phong được phong Bất nhập bát phân Phụ quốc công. Năm 1922 tập tước Túc Thân vương. |

### Mãnh Nga chi hệ
1. Ôn Lương Quận vương Mãnh Nga (猛峩)
1643 - 1657 - 1674
2. Ôn Ai Quận vương Phật Vĩnh Huệ (佛永惠)
1667 - 1674 - 1678
3. Bối lặc Duyên Thụ (延绶)
1670 - 1678 - 1698 - 1715
4. Dĩ cách Phụng ân Phụ quốc công Quỹ Huệ (揆惠)
1687 - 1715 - 1723 - 1734
5. Bối lặc Duyên Tín (延信)
1673 - 1723 - 1728

| TT | Danh hiệu                      | Tên                    | Năm sinh | Năm tập tước | Năm mất | Ghi chú |
| -- | ------------------------------ | ---------------------- | -------- | ------------ | ------- | --- |
| 1  | Ôn Lương Quận vương            | Mãnh Nga (猛峩)        | 1643     | 1657         | 1674    | Con trai thứ năm của Hào Cách. Năm 1657 ân phong Ôn Quận vương. |
| 2  | Ôn Ai Quận vương               | Phật Vĩnh Huệ (佛永惠) | 1667     | 1674         | 1678    | Con trai trưởng của Mãnh Nga. Năm 1674 tập tước Ôn Quận vương. |
| 3  | Dĩ cách Ôn Quận vương Bối lặc  | Duyên Thụ (延绶)       | 1670     | 1678         | 1715    | Con trai thứ hai của Mãnh Nga, em trai của Phật Vĩnh Huệ. Năm 1678 tập tước Ôn Quận vương. Năm 1698 bị hàng làm Bối lặc. |
| 4  | Dĩ cách Phụng ân Phụ quốc công | Quỹ Huệ (揆惠)         | 1687     | 1715         | 1734    | Con trai trưởng của Duyên Thụ. Năm 1711 ân phong Phụng ân Tướng quân. Năm 1715 hàng tập Phụng ân Phụ quốc công. Năm 1723 cách tước. |
| 5  | Bối lặc                        | Duyên Tín (延信)       | 1673     | 1723         | 1728    | Con trai thứ ba của Mãnh Nga, em trai của Phật Vĩnh Huệ và Duyên Tín. Năm 1687 ân phong Tam đẳng Phụng quốc Tướng quân. Năm 1721 tấn phong Bất nhập bát phân Phụ quốc công. Năm 1723 tập tước Phụng ân Phụ quốc công của Quỹ Huệ, kết hợp với tước vị Bất nhập bát phân Phụ quốc công của mình, được phong Bối tử, cùng năm thăng Bối lặc. |

### Ác Hách Nạp chi hệ
Mãn Châu Tương Bạch kỳ đệ tam Tham lĩnh đệ nhất Tá lĩnh vốn là vào năm Khang Hi thứ 34 (1695) lấy các nhân khẩu dư thừa từ các Tá lĩnh và Bao y thuộc bản Kỳ kết hợp lại mà thành, do Thị lang Tứ Cách Sắc (四格色) quản lý. Tứ Cách Sắc bị trị tội, giao cho Hộ quân Tham lĩnh Mãn Sắc (满色) quản lý. Về sau chức vụ của Mãn Sắc bỏ trống, do Thượng thư Mục Đan quản lý (管理). Mục Đan bị cách chức, do cháu nội của Hào Cách là Phụng quốc Tướng quân Võ Lễ (武礼) quản lý. Năm Ung Chính thứ 4 (1726) chính thức định là "Thế quản Tá lĩnh".
| TT | Danh hiệu                             | Tên                                   | Năm sinh | Năm mất | Ghi chú |
| -- | ------------------------------------- | ------------------------------------- | -------- | ------- | --- |
| 1  | Phụ quốc Tướng quân                   | Ác Hách Nạp (握赫纳)                  | 1639     | 1662    | Con trai thứ ba của Hào Cách. Năm 1653 ân phong Phụ quốc Tướng quân. |
| 2  | Dĩ cách Phụng quốc Tướng quân Tá lĩnh | Võ Lễ (武礼)                          | 1655     | 1714    | Con trai duy nhất của Ác Hách Nạp. Năm 1662 tập tước Tam đẳng Phụng quốc Tướng quân. Năm 1697 tấn phong Nhị đẳng Phụng quốc Tướng quân, quản lý Tá lĩnh. Năm 1712 cách thối cả Nhị đẳng Phụng quốc Tướng quân và Tá lĩnh. |
| 3  | Phụng ân Tướng quân Dĩ cách Tá lĩnh   | Đồ Nạp (圖納)                         | 1680     | 1749    | Con trai thứ tư của Võ Lễ. Năm 1699 ân phong Phụng ân Tướng quân. Năm 1713 quản lý Tá lĩnh. Năm 1726 Tá lĩnh quản lý được định làm "Thế quản Tá lĩnh". Năm 1728 cách thối chức Tá lĩnh.                                   |
| 4  | Phụng ân Tướng quân Tá lĩnh           | Ngạch Nhĩ Đức Mông Ngạch (額爾德蒙額) | 1710     | 1778    | Con trai thứ năm của Đồ Nạp. Năm 1728 thừa tập Thế quản Tá lĩnh. Năm 1749 tập tước Phụng ân Tướng quân. Năm 1750 thăng nhậm Phó Đô thống, Tá lĩnh do con trai kế thừa.                                                    |
| 5  | Tá lĩnh                               | Lương Thái (良泰)                     | 1729     | 1779    | Con trai trưởng của Ngạch Nhĩ Đức Mông Ngạch. Năm 1750 thừa tập Thế quản Tá lĩnh. |
| 6  | Tá lĩnh                               | Phượng Quế (鳳桂)                     | 1759     | 1792    | Con trai trưởng của Lương Thái. Năm 1780 thừa tập Thế quản Tá lĩnh. |
| 7  | Tá lĩnh                               | Côn Bảo (昆保)                        | 1780     | 1802    | Con trai trưởng của Phượng Quế. Năm 1793 thừa tập Thế quản Tá lĩnh. |
| 8  | Tá lĩnh                               | Khánh Minh (慶銘)                     | ?        | 1842    | Con trai trưởng của Côn Bảo. Năm 1802 thừa tập Thế quản Tá lĩnh. |
| 9  | Tá lĩnh                               | Trát Lan A (扎郎阿)                   | ?        | 1858    | Con trai duy nhất của Khánh Minh. Năm 1843 thừa tập Thế quản Tá lĩnh. |
| 10 | Tá lĩnh                               | Ô Thập Cáp (乌什哈)                   | ?        | 1891    | Con trai thứ hai của Khánh Lược (慶畧) - con trai thứ hai của của Côn Bảo. Năm 1859 quá kế thừa tự Khánh Minh, cùng năm thừa tập Thế quản Tá lĩnh.                                                                        |
| 11 | Tá lĩnh                               | Sùng Hưng (崇兴)                      | ?        | ?       | Con trai trưởng của Ô Thập Cáp. Năm 1892 thừa tập Thế quản Tá lĩnh. |

## Phả hệ Túc Thân vương
|                                                      |                                                 |                                                 |                                                 |                                                 |                                                 |  |  | Túc Vũ Thân vương Hào Cách 1609 - 1636 - 1648     |                                                   |                                                   |                                                   |                                                   |                                                   |  |  |                                                |                                                |                                                |                                                |                                                |                                                |  |  |  |  |  |  |  |  |  |  |  |  |
|                                                      |                                                 |                                                 |                                                 |                                                 |                                                 |  |  |                                                   |                                                   |                                                   |                                                   |                                                   |                                                   |  |  |                                                |                                                |                                                |                                                |                                                |                                                |  |  |  |  |  |  |  |  |  |  |  |  |
|                                                      |                                                 |                                                 |                                                 |                                                 |                                                 |  |  | Hiển Ý Thân vương Phú Thụ 1643 - 1651 - 1669      |                                                   |                                                   |                                                   |                                                   |                                                   |  |  |                                                |                                                |                                                |                                                |                                                |                                                |  |  |  |  |  |  |  |  |  |  |  |  |
|                                                      |                                                 |                                                 |                                                 |                                                 |                                                 |  |  |                                                   |                                                   |                                                   |                                                   |                                                   |                                                   |  |  |                                                |                                                |                                                |                                                |                                                |                                                |  |  |  |  |  |  |  |  |  |  |  |  |
|                                                      |                                                 |                                                 |                                                 |                                                 |                                                 |  |  |                                                   |                                                   |                                                   |                                                   |                                                   |                                                   |  |  |                                                |                                                |                                                |                                                |                                                |                                                |  |  |  |  |  |  |  |  |  |  |  |  |
| Hiển Mật Thân vương Đan Trăn 1665 - 1670 - 1702      | Hiển Mật Thân vương Đan Trăn 1665 - 1670 - 1702 | Hiển Mật Thân vương Đan Trăn 1665 - 1670 - 1702 | Hiển Mật Thân vương Đan Trăn 1665 - 1670 - 1702 | Hiển Mật Thân vương Đan Trăn 1665 - 1670 - 1702 | Hiển Mật Thân vương Đan Trăn 1665 - 1670 - 1702 |  |  |                                                   |                                                   |                                                   |                                                   |                                                   |                                                   |  |  | Truy phong Hiển Thân vương Bái Sát Lễ ? - 1708 | Truy phong Hiển Thân vương Bái Sát Lễ ? - 1708 | Truy phong Hiển Thân vương Bái Sát Lễ ? - 1708 | Truy phong Hiển Thân vương Bái Sát Lễ ? - 1708 | Truy phong Hiển Thân vương Bái Sát Lễ ? - 1708 | Truy phong Hiển Thân vương Bái Sát Lễ ? - 1708 |  |  |  |  |  |  |  |  |  |  |  |  |
| Hiển Mật Thân vương Đan Trăn 1665 - 1670 - 1702      | Hiển Mật Thân vương Đan Trăn 1665 - 1670 - 1702 | Hiển Mật Thân vương Đan Trăn 1665 - 1670 - 1702 | Hiển Mật Thân vương Đan Trăn 1665 - 1670 - 1702 | Hiển Mật Thân vương Đan Trăn 1665 - 1670 - 1702 | Hiển Mật Thân vương Đan Trăn 1665 - 1670 - 1702 |  |  |                                                   |                                                   |                                                   |                                                   |                                                   |                                                   |  |  | Truy phong Hiển Thân vương Bái Sát Lễ ? - 1708 | Truy phong Hiển Thân vương Bái Sát Lễ ? - 1708 | Truy phong Hiển Thân vương Bái Sát Lễ ? - 1708 | Truy phong Hiển Thân vương Bái Sát Lễ ? - 1708 | Truy phong Hiển Thân vương Bái Sát Lễ ? - 1708 | Truy phong Hiển Thân vương Bái Sát Lễ ? - 1708 |  |  |  |  |  |  |  |  |  |  |  |  |
|                                                      |                                                 |                                                 |                                                 |                                                 |                                                 |  |  |                                                   |                                                   |                                                   |                                                   |                                                   |                                                   |  |  |                                                |                                                |                                                |                                                |                                                |                                                |  |  |  |  |  |  |  |  |  |  |  |  |
| Truy phong Túc Thân vương Thành Tín ? - 1758         | Truy phong Túc Thân vương Thành Tín ? - 1758    | Truy phong Túc Thân vương Thành Tín ? - 1758    | Truy phong Túc Thân vương Thành Tín ? - 1758    | Truy phong Túc Thân vương Thành Tín ? - 1758    | Truy phong Túc Thân vương Thành Tín ? - 1758    |  |  | Hiển Cẩn Thân vương Diễn Hoàng 1691 - 1702 - 1771 | Hiển Cẩn Thân vương Diễn Hoàng 1691 - 1702 - 1771 | Hiển Cẩn Thân vương Diễn Hoàng 1691 - 1702 - 1771 | Hiển Cẩn Thân vương Diễn Hoàng 1691 - 1702 - 1771 | Hiển Cẩn Thân vương Diễn Hoàng 1691 - 1702 - 1771 | Hiển Cẩn Thân vương Diễn Hoàng 1691 - 1702 - 1771 |  |  | Túc Cần Thân vương Uẩn Trứ 1699 - 1772 - 1778  | Túc Cần Thân vương Uẩn Trứ 1699 - 1772 - 1778  | Túc Cần Thân vương Uẩn Trứ 1699 - 1772 - 1778  | Túc Cần Thân vương Uẩn Trứ 1699 - 1772 - 1778  | Túc Cần Thân vương Uẩn Trứ 1699 - 1772 - 1778  | Túc Cần Thân vương Uẩn Trứ 1699 - 1772 - 1778  |  |  |  |  |  |  |  |  |  |  |  |  |
| Truy phong Túc Thân vương Thành Tín ? - 1758         | Truy phong Túc Thân vương Thành Tín ? - 1758    | Truy phong Túc Thân vương Thành Tín ? - 1758    | Truy phong Túc Thân vương Thành Tín ? - 1758    | Truy phong Túc Thân vương Thành Tín ? - 1758    | Truy phong Túc Thân vương Thành Tín ? - 1758    |  |  | Hiển Cẩn Thân vương Diễn Hoàng 1691 - 1702 - 1771 | Hiển Cẩn Thân vương Diễn Hoàng 1691 - 1702 - 1771 | Hiển Cẩn Thân vương Diễn Hoàng 1691 - 1702 - 1771 | Hiển Cẩn Thân vương Diễn Hoàng 1691 - 1702 - 1771 | Hiển Cẩn Thân vương Diễn Hoàng 1691 - 1702 - 1771 | Hiển Cẩn Thân vương Diễn Hoàng 1691 - 1702 - 1771 |  |  | Túc Cần Thân vương Uẩn Trứ 1699 - 1772 - 1778  | Túc Cần Thân vương Uẩn Trứ 1699 - 1772 - 1778  | Túc Cần Thân vương Uẩn Trứ 1699 - 1772 - 1778  | Túc Cần Thân vương Uẩn Trứ 1699 - 1772 - 1778  | Túc Cần Thân vương Uẩn Trứ 1699 - 1772 - 1778  | Túc Cần Thân vương Uẩn Trứ 1699 - 1772 - 1778  |  |  |  |  |  |  |  |  |  |  |  |  |
| Túc Cung Thân vương Vĩnh Tích 1753 - 1778 - 1821     |                                                 |                                                 |                                                 |                                                 |                                                 |  |  |                                                   |                                                   |                                                   |                                                   |                                                   |                                                   |  |  |                                                |                                                |                                                |                                                |                                                |                                                |  |  |  |  |  |  |  |  |  |  |  |  |
|                                                      |                                                 |                                                 |                                                 |                                                 |                                                 |  |  |                                                   |                                                   |                                                   |                                                   |                                                   |                                                   |  |  |                                                |                                                |                                                |                                                |                                                |                                                |  |  |  |  |  |  |  |  |  |  |  |  |
| Túc Thận Thân vương Kính Mẫn 1773 - 1821 - 1852      |                                                 |                                                 |                                                 |                                                 |                                                 |  |  |                                                   |                                                   |                                                   |                                                   |                                                   |                                                   |  |  |                                                |                                                |                                                |                                                |                                                |                                                |  |  |  |  |  |  |  |  |  |  |  |  |
|                                                      |                                                 |                                                 |                                                 |                                                 |                                                 |  |  |                                                   |                                                   |                                                   |                                                   |                                                   |                                                   |  |  |                                                |                                                |                                                |                                                |                                                |                                                |  |  |  |  |  |  |  |  |  |  |  |  |
| Túc Khác Thân vương Hoa Phong 1804 - 1853 - 1869     |                                                 |                                                 |                                                 |                                                 |                                                 |  |  |                                                   |                                                   |                                                   |                                                   |                                                   |                                                   |  |  |                                                |                                                |                                                |                                                |                                                |                                                |  |  |  |  |  |  |  |  |  |  |  |  |
|                                                      |                                                 |                                                 |                                                 |                                                 |                                                 |  |  |                                                   |                                                   |                                                   |                                                   |                                                   |                                                   |  |  |                                                |                                                |                                                |                                                |                                                |                                                |  |  |  |  |  |  |  |  |  |  |  |  |
| Túc Lương Thân vương Long Cần 1840 - 1870 - 1898     |                                                 |                                                 |                                                 |                                                 |                                                 |  |  |                                                   |                                                   |                                                   |                                                   |                                                   |                                                   |  |  |                                                |                                                |                                                |                                                |                                                |                                                |  |  |  |  |  |  |  |  |  |  |  |  |
|                                                      |                                                 |                                                 |                                                 |                                                 |                                                 |  |  |                                                   |                                                   |                                                   |                                                   |                                                   |                                                   |  |  |                                                |                                                |                                                |                                                |                                                |                                                |  |  |  |  |  |  |  |  |  |  |  |  |
| Túc Trung Thân vương Thiện Kỳ 1866 - 1898 - 1922     |                                                 |                                                 |                                                 |                                                 |                                                 |  |  |                                                   |                                                   |                                                   |                                                   |                                                   |                                                   |  |  |                                                |                                                |                                                |                                                |                                                |                                                |  |  |  |  |  |  |  |  |  |  |  |  |
|                                                      |                                                 |                                                 |                                                 |                                                 |                                                 |  |  |                                                   |                                                   |                                                   |                                                   |                                                   |                                                   |  |  |                                                |                                                |                                                |                                                |                                                |                                                |  |  |  |  |  |  |  |  |  |  |  |  |
| Túc Thân vương Hiến Chương 1885 - 1922 - 1945 - 1947 |                                                 |                                                 |                                                 |                                                 |                                                 |  |  |                                                   |                                                   |                                                   |                                                   |                                                   |                                                   |  |  |                                                |                                                |                                                |                                                |                                                |                                                |  |  |  |  |  |  |  |  |  |  |  |  |